# Rajd Argentyny 1995
Rajd Argentyny 1995 (15. Rally YPF Argentina) – siódma runda eliminacji Dwulitrowego Rajdowego Pucharu Świata w roku 1995, który odbył się w dniach 7-9 lipca. Bazą rajdu było miasto Cordoba.

## Wyniki końcowe rajdu
| Msc.                   | Kierowca               | Pilot                  | Samochód                        | Czas                   | Strata                 | Grupa                  |                        |
| Klasyfikacja generalna | Klasyfikacja generalna | Klasyfikacja generalna | Klasyfikacja generalna          | Klasyfikacja generalna | Klasyfikacja generalna | Klasyfikacja generalna | Klasyfikacja generalna |
| ---------------------- | ---------------------- | ---------------------- | ------------------------------- | ---------------------- | ---------------------- | ---------------------- | ---------------------- |
| 1                      | Jorge Recalde          | Martin Christie        | Lancia Delta HF Integrale       | 5:22:21                | 0.0                    | A8                     |                        |
| 2                      | Gustavo Trelles        | Jorge Del Buono        | Lancia Delta HF Integrale       | 5:31:41                | +9:20                  | A8                     |                        |
| 3                      | Marco Galanti Jr.      | Victor Zucchini        | Toyota Celica Turbo 4WD (ST185) | 5:37:50                | +15:29                 | A8                     |                        |
| 4                      | Pavel Sibera           | Petr Gross             | Škoda Felicia Kit Car           | 5:39:30                | +17:09                 | A6                     |                        |
| 5                      | Miguel Torras          | Edgardo Gait           | Renault 18 GTX                  | 5:57:50                | +35:29                 | A7                     |                        |
| 6                      | Emil Triner            | Pavel Štanc            | Škoda Felicia Kit Car           | 6:00:10                | +37:49                 | A6                     |                        |
| 7                      | Raúl Sufan             | Daniel Rama            | Peugeot 405 MI16                | 6:02:48                | +40:27                 | A7                     |                        |
| 8                      | Stefan Reininger       | Robert Csösz           | Renault Clio Williams           | 6:17:46                | +55:25                 | N3                     |                        |
| 9                      | Luis Oxoteguy          | Martin Olhaberry       | Renault 18 GTX                  | 6:18:42                | +56:21                 | A7                     |                        |
| 10                     | Jorge Saillen          | Claudio Henin          | Renault 18 GTX                  | 6:44:52                | +1:22:31               | A7                     |                        |
| 2L WRC                 |                        |                        |                                 |                        |                        |                        |                        |
| 1 (4)                  | Pavel Sibera           | Petr Gross             | Škoda Felicia Kit Car           | 5:39:30                | +17:09                 | A8                     |                        |
| 2 (5)                  | Miguel Torras          | Edgardo Gait           | Renault 18 GTX                  | 5:57:50                | +35:29                 | A7                     |                        |
| 3 (6)                  | Emil Triner            | Pavel Štanc            | Škoda Felicia Kit Car           | 6:00:10                | +37:49                 | A6                     |                        |